# Christian Mayerhöfer
Christian Mayerhöfer (ur. 16 czerwca 1971 w Moguncji) – niemiecki hokeista na trawie, złoty medalista olimpijski z Barcelony.
Brał udział w trzech igrzyskach (IO 92, IO 96, IO 00). Największy sukces w karierze odniósł w 1992, kiedy to wywalczył złoty medal olimpijski. Był mistrzem Europy w 1995 i 1999. W 1998 był brązowym, a w 2002 złotym medalistą mistrzostw świata. Wygrywał Champions Trophy in 1995, 1997 i 2001. Łącznie rozegrał w kadrze 315 spotkań, w latach 1992-2006.